# Jean de Montrémy
Jean Marie Waldruche de Mont-Rémy dit Jean de Montrémy, né le 18 mai 1913 dans le 8e arrondissement de Paris et mort le 16 décembre 1998 à Neuilly-sur-Seine, est un ancien pilote automobile français, sur circuits, qui fut également un constructeur automobile.

## Biographie

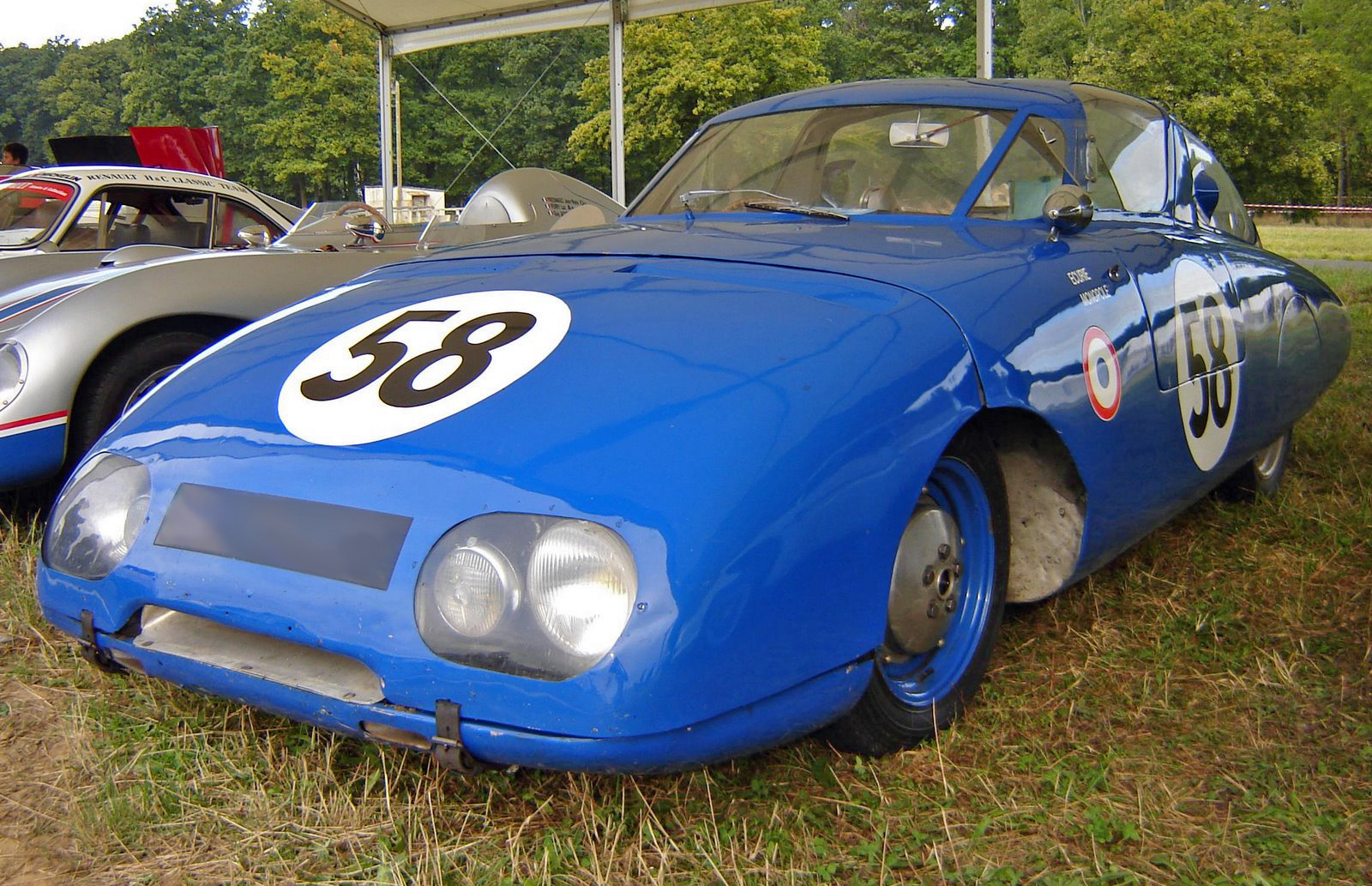
Une Monopole X86 de 1956, due à de Montrémy.

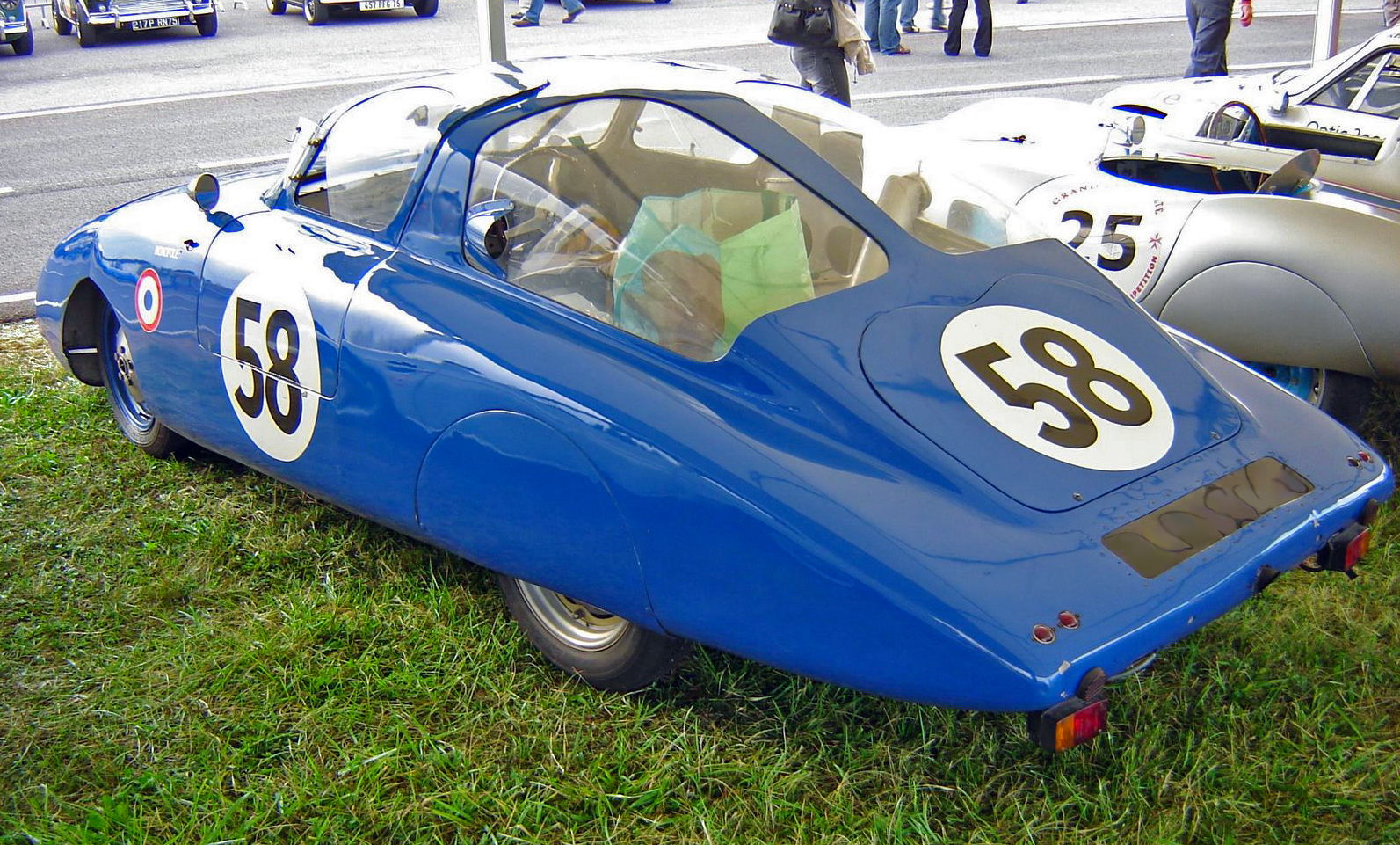
Le même véhicule, sous un autre angle.

Jean de Montrémy arrive dans la petite entreprise Monopole en 1944. Il devient alors concepteur et constructeur de voitures de course, ainsi que coureur entre 1947 et 1955. L'entreprise est basée à Poissy.
Il participe directement à l'élaboration de tous les modèles jusqu'au X89.
Il remporte à deux reprises l'indice de performance aux 24 Heures du Mans, en 1950 et 1951, ainsi qu'alors les 16e et 17e Coupes Biennale. 
Sa voiture est la plus petite française engagée. En cinq participations à la course mancelle entre 1949 et 1955 (dernière apparition personnelle sur la X88 0.7L.), Jean de Montrémy obtient quatre classifications consécutives dans les 25 premiers du classement, dont une 12e place à sa première apparition (avec la victoire de catégorie S.1,1 L., associé à Eugène Dussous (de) sur la Monopole Sport à moteur Simca 4 cylindres). Sa petite Monopole obtient aussi une neuvième place aux 12 Heures de Paris en 1948, toujours associé à Dussous, et une dixième au Bol d'or automobile en 1955 avec alors pour équipier le français John Simone.
Étroitement liée au constructeur Panhard (le moteur 2 cylindres à plat de 0,6 L. équipe la voiture à compter du modèle Monopole X84 Tank de 1950), la société Monopole est rachetée par celui-ci en 1956, et les "Panhard Monopole" disputent alors des courses jusqu'en 1958. 
Monopole dispose comme pilotes des frères Pierre (de) et Jean Hémard, des frères Pierre (de) et Robert Chancel, et de Pierre Flahault (de).
En 1952, Jean de Montrémy fut même nommé directeur de course au Mans alors que ses voitures étaient engagées (son modèle Monopole X84 gagnant alors encore le Prix de la performance et la 18e Coupe Biennale, pour la troisième année consécutive), mais lui-même ne pilotait pas pour cette fois.